# Русановский метромост

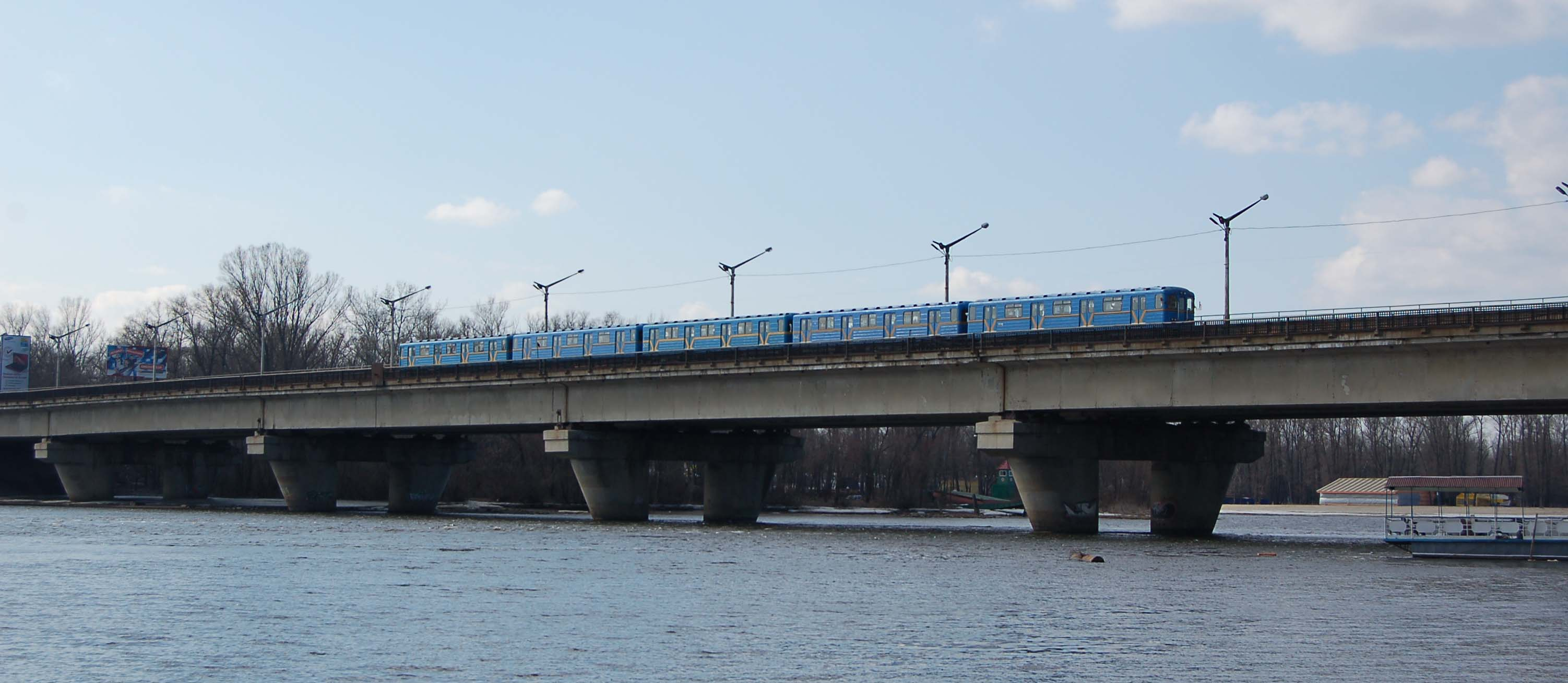
Поезд метро на Русановском мосту, март 2010 года

Руса́новский метромо́ст (укр. Руса́нівський метромі́ст) — мост через Русановскую протоку в Киеве, предназначенный для движения автотранспорта и поездов метро. Открыт 5 ноября 1965 года как продолжение моста Метро одновременно с открытием третьей очереди Святошинско-Броварской линии Киевского метрополитена от станции «Днепр» до станции «Дарница». Построен на месте моста Н. А. Белелюбского, разрушенного в годы Великой Отечественной войны.
Мост балочной конструкции, шестипролётный, длина — 349,2 м, ширина проезжей части для автомобилей по северной стороне моста — 14,0 м, ширина тротуаров — 2,25+1,25 м.
По южной стороне моста проложено два пути метрополитена на участке между станциями «Гидропарк» и «Левобережная».
В апреле 2007 года на градостроительном совете Киевглавархитектуры рассматривался проект реконструкции моста с его накрытием.